# Dio odia il Giappone
Dio odia il Giappone è un romanzo dello scrittore canadese Douglas Coupland.
Edito per la prima volta nel 2001 nel solo Giappone, questo romanzo è stato pubblicato in Italia nel 2012 da Isbn e contiene - come l'edizione originale - delle illustrazioni di Michael Howatson.
La vicenda raccontata è ambientata a Tokyo tra la fine degli anni ottanta e l'inizio degli anni novanta del XX secolo, in un periodo di grave crisi dell'economia giapponese.

## Trama
Concluse le scuole superiori, l'insicuro Hiro Tanaka spreca la sua esistenza tra lavoretti part time, shopping e feste. L'accompagna nelle sue giornate il pensiero fisso e ossessivo della bella Kimiko, una coetanea che non lo ha mai calcolato e che ha finito per sposarsi uno straniero e andare a vivere in Canada.
A spezzare questa routine ci pensa un terribile attentato alla metropolitana eseguito con il gas sarin, che costringe Naomi, sorella di Tetsu, il coinquilino di Hiro, a due mesi in ospedale e all'asportazione di un polmone.
Sconvolti dall'attentato e intrappolati in un'esistenza senza prospettive, Hiro e Tetsu decidono di partire per il Canada, con la scusa di andare a imparare l'inglese. Trovato un appartamento a Vancouver, i due ragazzi continuano però a vivacchiare come quando abitavano a Tokyo. L'unica cosa che Hiro riesce a fare è rintracciare Kimiko per andarla a salutare. L'incontro non è però come si aspettava: Kimiko è ora una donna matura ed equilibrata, una madre fiera della propria famiglia, convinta che lasciare il Giappone sia stata la scelta giusta da fare.
Dopo un incidente con lo slittino che lo costringe in ospedale per qualche tempo, Hiro viene misteriosamente obbligato dalla polizia canadese a fare ritorno in patria. Una volta giunto in Giappone, scopre il perché: i suoi genitori sono stati arrestati in quanto membri di una setta di terroristi che progettava nuovi attentati. A questo si aggiunge la scomparsa di Naomi, fuggita molto probabilmente negli Stati Uniti.
La famiglia di Hiro è ora distrutta, ma l'appoggio della sorella, dell'amico Tetsu e delle lettere che Kimiko gli invia da oltreoceano, fanno in modo che Hiro possa guardare al futuro con un po' di positività.

## Edizioni
- Douglas Coupland, Dio odia il Giappone, traduzione di Anna Mioni, collana I Vinili, ISBN Edizioni, 2012,  p. 207, ISBN 978-88-7638-379-3.